# Tabelbala
Tabelbala (arabisch تبلبالة, DMG Tabalbāla, tamazight ⵜⴰⴱⴻⵍⴱⴰⵍⵜ) ist eine Kommune in der Provinz Béni Abbès und liegt als Oase zwischen Bechar und Tindouf im Südwesten Algeriens. Sie besteht im Wesentlichen aus zwei Ksars, Ksar Sidi Zekri und Ksar Cheraïa, sowie aus der Ortschaft Sidi Makhlouf und einer jüngeren Ortschaft aus der Kolonialzeit, die einfach „Le Village“ genannt wird. In Tabelbala leben rund 5000 Menschen; sie sprechen Korandje.
Der Ort ist zugleich eine bedeutende Fundstätte für Werkzeuge des frühen Paläolithikums, vor allem für Cleaver, also rechteckige, in der Regel zweiseitig gearbeitetes Artefakte mit scharfer, breiter Kante an einem Ende. Mit der Fundstätte Tabelbala-Tachenghit ist eine ungewöhnlich frühe, als „Proto-Levallois“ bezeichnete Technik zur Herstellung von Cleavern aus einem präparierten Kern verbunden.